# Забрадка
Забрадка (на английски: bandanna, bandana, идва от хинди: बन्धन bandhana, „да вържа“) е триъгълно или квадратно парче плат, което се връзва на главата или около врата и служи за защита или като декоративен елемент. Популярността на забрадките варира според различните култури и религии, като например жените амиши, ортодоксалните еврейки, мюсюлманките и други православни християнки.
Каубоите например ги носят на врата с чисто практична цел – за да могат лесно да ги сложат върху устата и носа и да се предпазят от праха. В днешно време забрадките могат да се носят на раменете, около кръста, на главата и са неразделна част от модата. Някои забрадки имат символично значение – могат да показват влечение или пристрастие към любим спортен отбор или музикална група. Някои видове забрадки, особено в мюсюлманските страни могат да покриват почти цялото лице. Цвета и дизайна на забрадката могат да служат за комуникация и идентификация, както в главните калифорнийски криминални банди или в хомосексуалните култури – носенето на различен цвят забрадка в джоба може да помогне за разпознаването на активните или пасивните партньори.